# Mukuh
Mukuh is een bestuurslaag in het regentschap Kediri van de provincie Oost-Java, Indonesië. Mukuh telt 4039 inwoners (volkstelling 2010).